# Балтийский янтарь

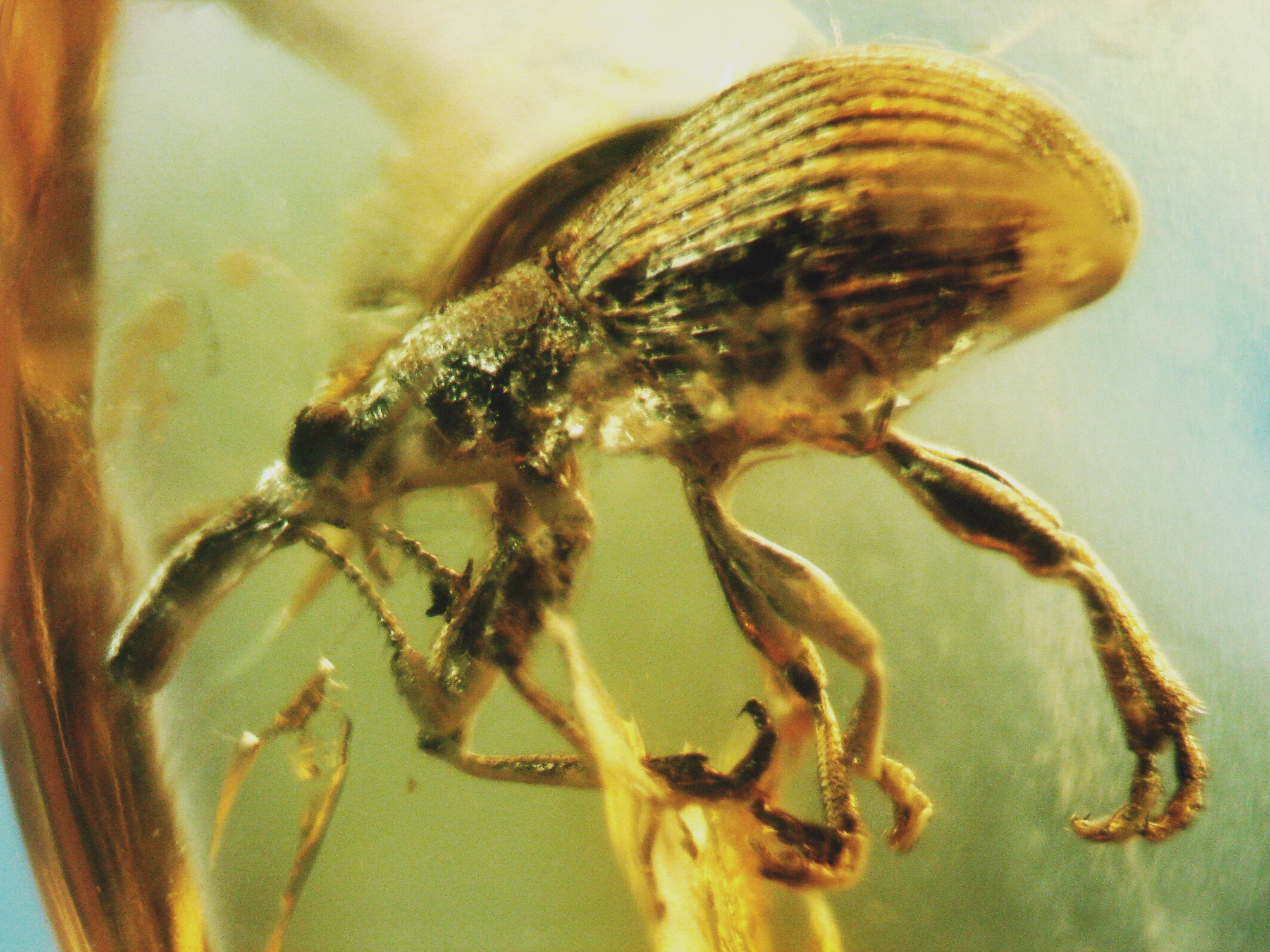
Ископаемый жук-долгоносик (Brentidae) в Балтийском янтаре.

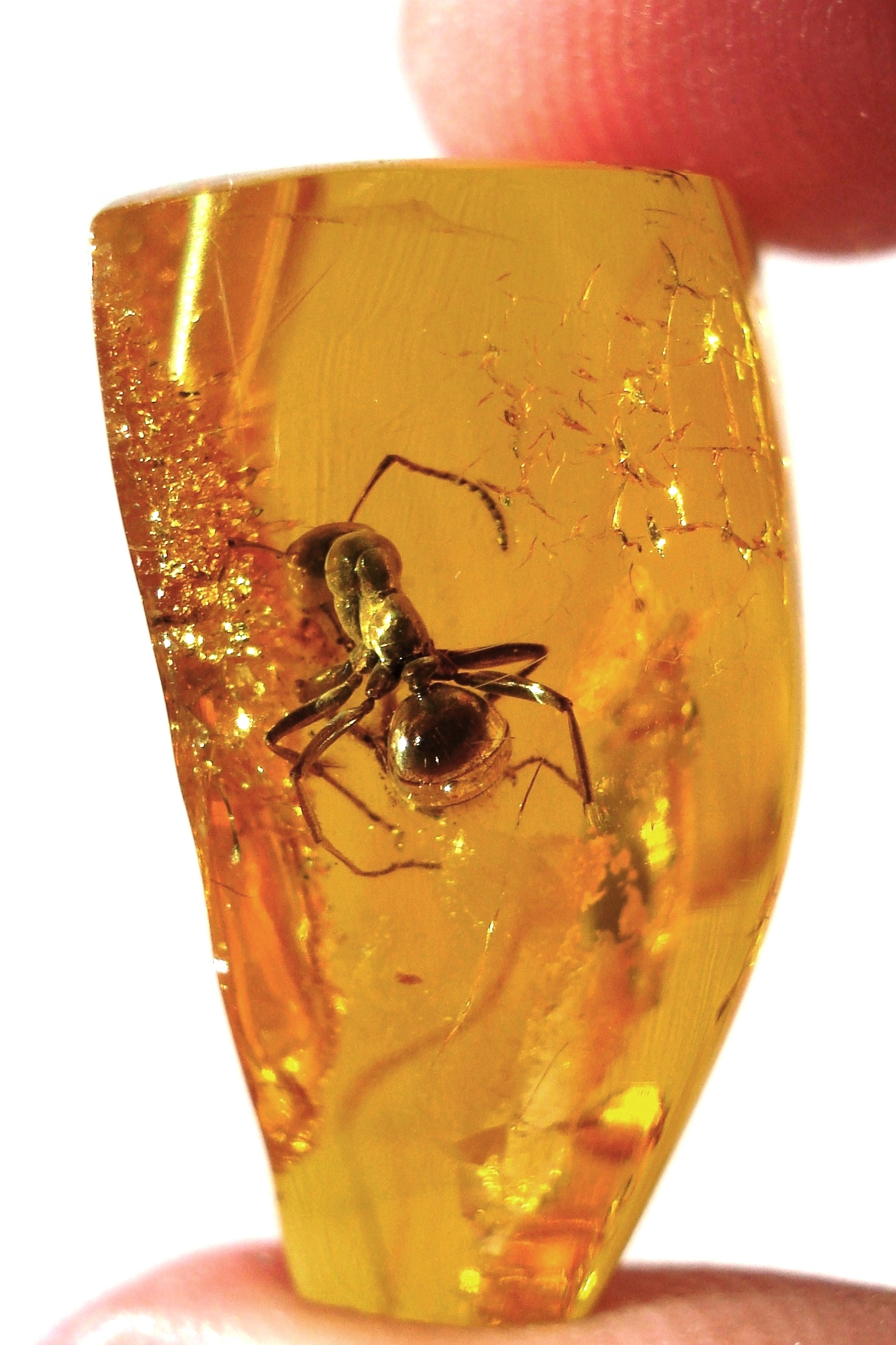
Ископаемый муравей (Formicidae) в Балтийском янтаре.

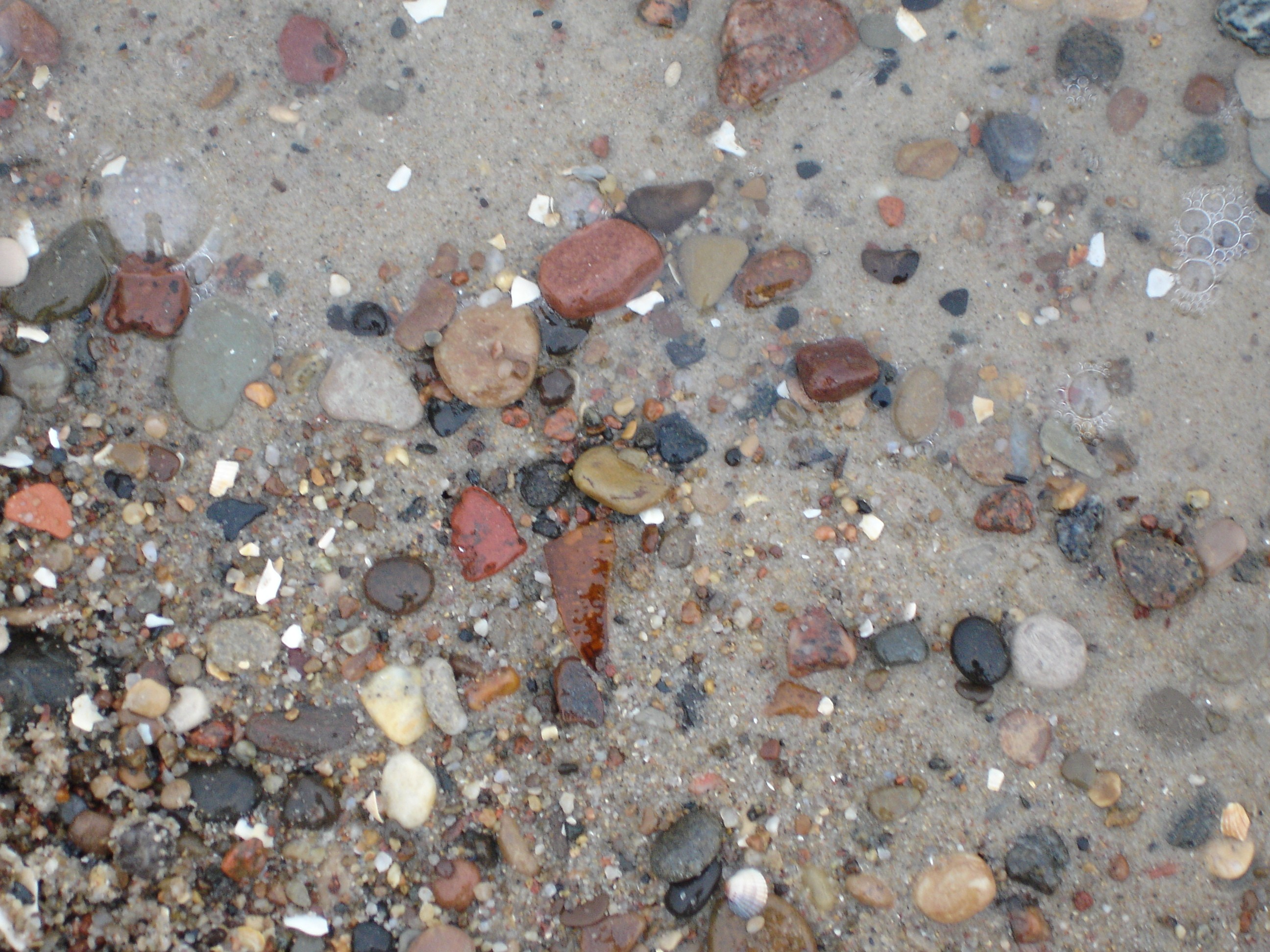
Песчаный берег Балтийского моря, где обнаруживается янтарь.

Балтийский янтарь (международное геологическое название «сукцинит») — ископаемая смола, сырьё для изготовления ювелирных украшений 

## Возраст
Возраст балтийского янтаря является спорным. Микрофаунистическое датирование отложений, содержащих наибольшее количество янтаря свидетельствуют о том, что они относятся к приабонскому ярусу эоцена (37,7 млн лет назад) палеогенового периода (Kaplan et al. 1977), тогда как радиометрически датированный глауконит датирует их лютетским ярусом эоцена (47,0—44,1 млн лет назад) (Ritzkowski 1997). Новые данные свидетельствуют о том, что возраст балтийского янтаря может быть сужен до 34—38 млн лет (Aleksandrova and
Zaporozhets 2008; Kosmowska-Ceranowicz 2012).
Сравнительный возраст разных видов янтаря (млн.лет):
- Балтийский янтарь — около 40
- Бирманский янтарь (Мьянма) — 97—105
- Доминиканский янтарь (Доминик. Респ.) — 15—40
- Испанский янтарь (Алава, San Just) — 100—115
- Канадский янтарь (Альберта, Манитоба) — 70—80
- Ливанский янтарь (Ливан) — 130—135[9]
- Мексиканский янтарь (Чьяпас) — 22—26
- Нью-Джерсийский янтарь (США) — 65—95
- Ровенский янтарь (Украина) — ~40
- Саксонский янтарь, или Биттерфельдский янтарь (Саксония, Германия) — около 40
- Таймырский янтарь (Сибирь, Россия) — 78—115
- Шарантийский янтарь (Франция) — 100—105
- Hat Creek янтарь (Британская Колумбия, Канада) — 50—55

## История изучения
С момента его открытия человеком, янтарь служил в качестве украшения и лекарственного средства.
Из янтаря в XVII веке с помощью перегонки была впервые получена янтарная кислота. Соли и эфиры янтарной кислоты называются сукцинатами (лат. succinum — янтарь). Поскольку балтийский янтарь на 3—8 % состоит из янтарной кислоты (Succinic acid), то его также называют сукцинит.
До середины XIX века весь балтийский янтарь считался морским янтарём или морским камнем, потому что его собирали непосредственно в море или на побережье. В песчаных дюнах проходились неглубокие карьеры, но организованная систематическая разработка не проводилась. Различали береговой янтарь (выброшенный на берег вместе с водорослями) и выловленный.
C 1850-х годов учёные считали, что источником янтаря являлась смола единственного вида деревьев, сосны Pinites succinifer Goeppert, 1836, вымершей ещё в доисторические времена. Это дерево было описано по кусочкам коры, обнаруженным в янтаре. Однако проведённые в 1980-х годах исследования доказали, что источником янтаря были несколько видов растений.  Было подсчитано, что древние леса произвели более 100 000 тонн балтийского янтаря. Недавние исследования на основании инфракрасной спектроскопии (FTIR) и анализа янтаря и смолы современных живых деревьев позволили сделать вывод, что они происходят от хвойных растений семейства Сциадопитисовые (Sciadopityaceae). Единственным современным представителем этого семейства является Сциадопитис мутовчатый (Sciadopitys verticillata), растущий только в Японии, однако известный в ископаемом состоянии с территории всей Евразии, и даже из Гренландии.

## Структура

Общая модель структуры Балтийского янтаря.
Мелкие штрихи, дополнительно выделенные на рисунке, соединяющие макро- и молекулярные фазы, обозначают возможные связи между фазами (физические или химические).

Балтийский янтарь (сукцинит) не является полным полимером, так как не состоит из множества «мономерных звеньев». Макромолекулярная структура — макромолекулярная сетка с поперечными связями, поры которой (свободные пространства) заполнены компонентами молекулярной структуры (например, моно- и сесквитерпенами). Сложная химическая структура балтийского янтаря может быть названа супрамолекулярной. Такая структура делает строение янтаря более компактным, жестким и более устойчивым к внешним факторам. Она также способствует хорошей сохранности растительных и животных инклюзов в янтаре.

## Фауна балтийского янтаря

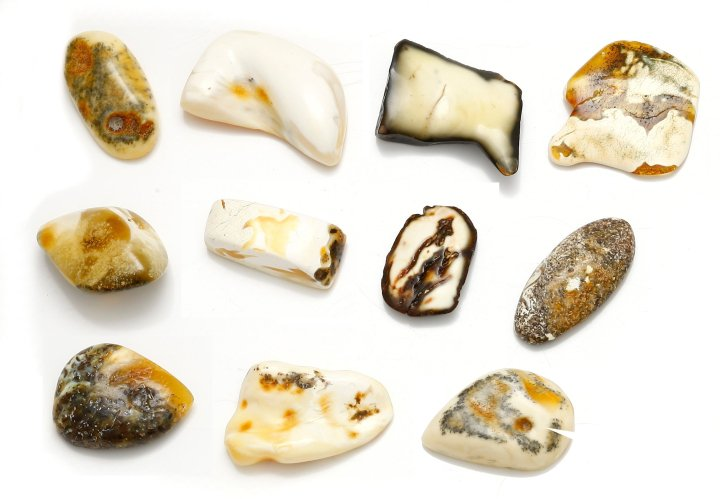
Балтийский янтарь.

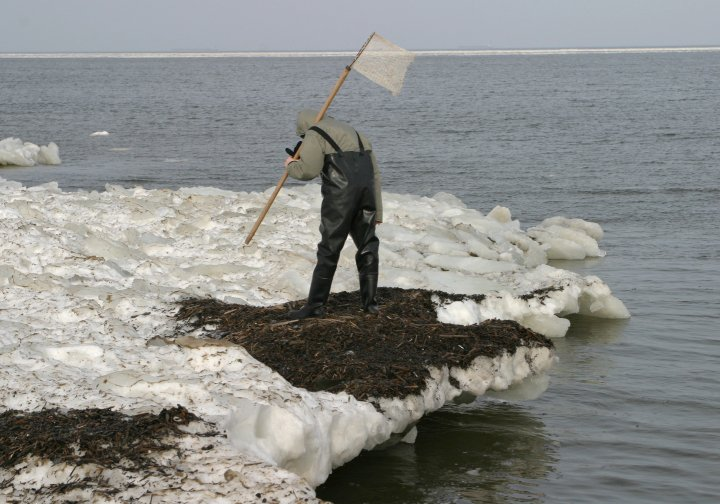
Поиск янтаря на морском побережье в Польше (Mikoszewo, около Гданьска).

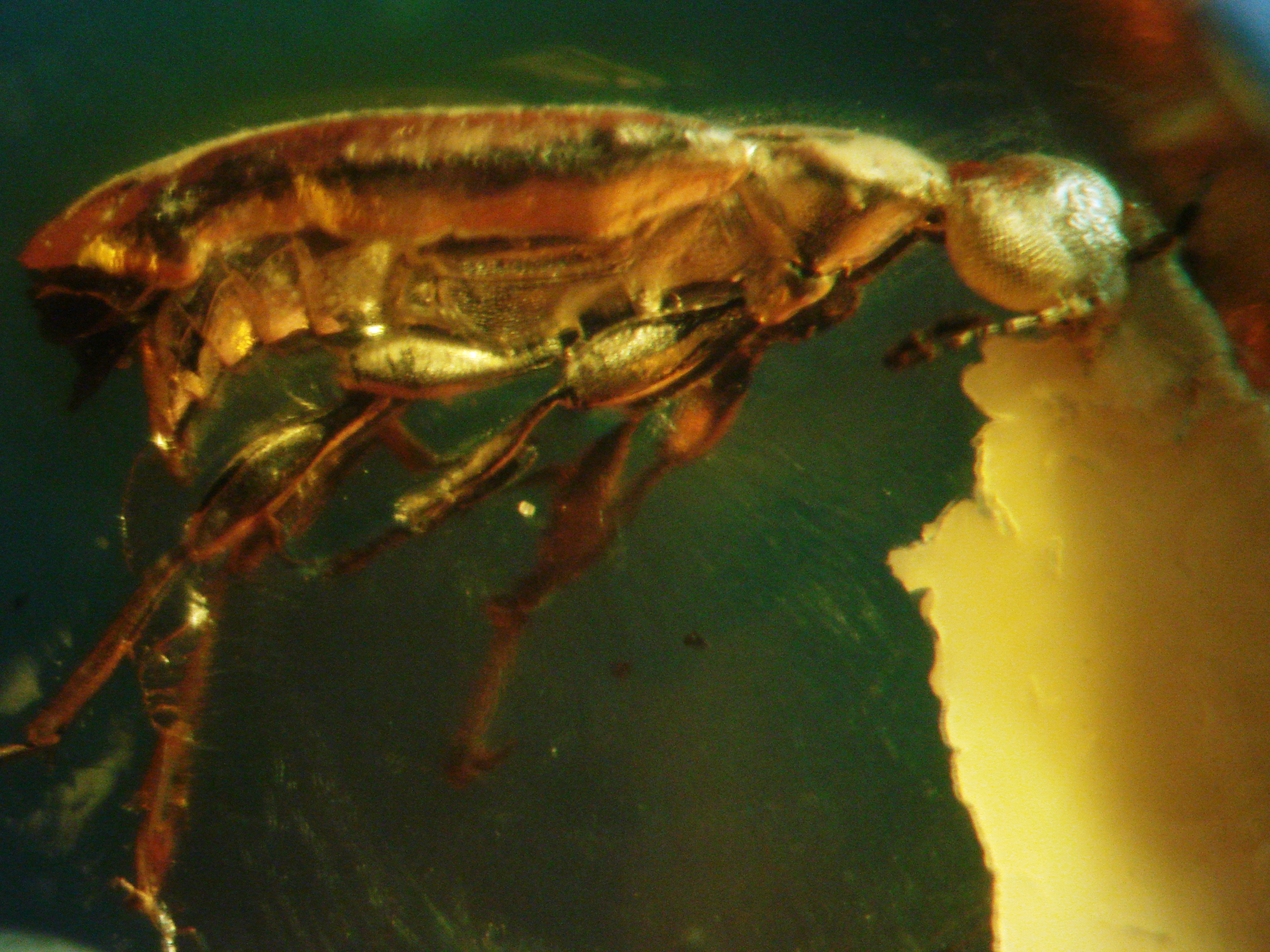
Балтийский янтарь с включённым в него жуком семейства Scraptiidae.

Многочисленные вымершие роды и виды растений и животных находили и находят в балтийском янтаре. Он включает самую большую по видовому разнообразию ископаемую фауну насекомых. В частности, из балтийского янтаря известно 434 видов жуков (по состоянию на 2013 год). 
Растительные остатки немногочисленны и составляют всего 0,4 % от общего числа включений. Чаще всего представлены частички древесной ткани и коры. Иногда в янтаре можно увидеть засохшие цветы, остатки листьев, хвою, веточки и плоды.  Около 90% животных инклюзов составляют насекомые, среди них более половины — это двукрылые (грибные комарики, комары-звонцы, мухи). Среди крайне немногочисленных позвоночных, найденных в балтийском янтаре, были гекконы и настоящие ящерицы.
Некоторые таксоны, описанные из балтийского янтаря:
- Aspidopleura Gibson, 2009[21]
- Baltimartyria Skalski, 1995
- Brevivulva Gibson, 2009[21]
- Dissimulodorylus perseus Sosiak, Borowiec & Barden, 2022[22]
- Electrinocellia (Carpenter) Engel, 1995[23]
- Ensiferophasma velociraptor
- Fibla carpenteri Engel, 1995[23]
- Gracillariites Kozlov, 1987
- Lasius schiefferdeckeri
- Electrocrania Kuznezov, 1941
- Metapelma archetypon Gibson, 2009[21]
- Micropterix gertraudae Kurz & Kurz, 2010
- Neanaperiallus Gibson, 2009[21]
- Palaeovespa baltica Cockerell, 1909[24]
- Palaeovespa socialis Pionar, 2005[25]
- Prolyonetia Kusnetzov, 1941
- Propupa Stworzewicz & Pokryszko, 2006[26]
- Stigmellites baltica (Kozlov, 1988)
- Succinipatopsis Poinar, 2000

## Галерея насекомых в янтаре

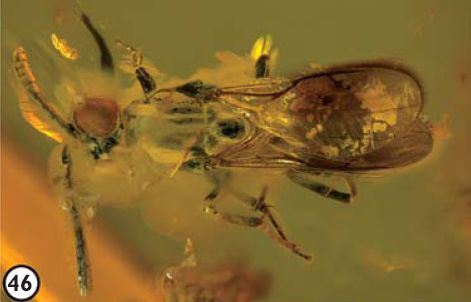
Aspidopleura baltica — наездник (Hymenoptera, Eupelmidae)
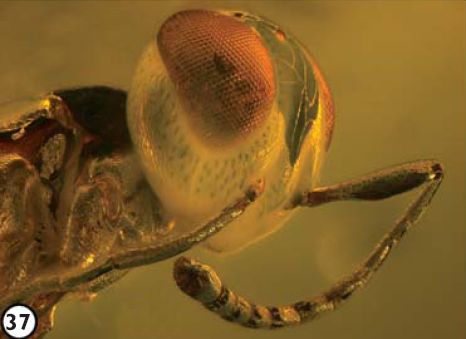
Brevivulva electroma — наездник (Hymenoptera, Eupelmidae)
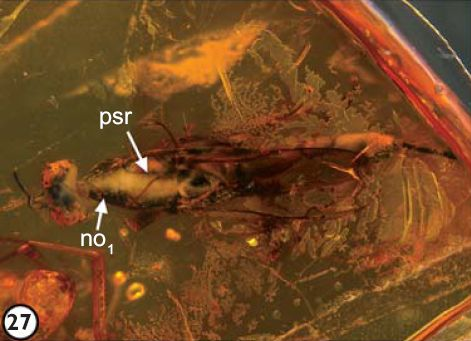
Metapelma archetypon — наездник (Hymenoptera, Eupelmidae)
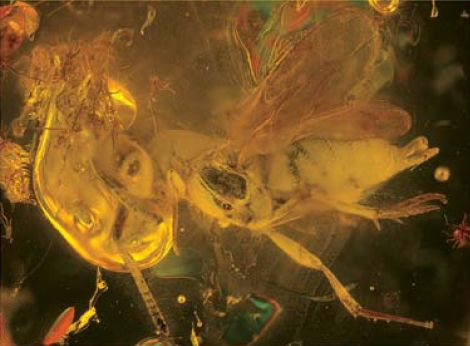
Neanaperiallus masneri — наездник (Hymenoptera, Eupelmidae)

## Признаки подлинности
Пример индикаторных признаков подлинности балтийского янтаря: 
- мелкие включения размером от 0,5 до 1 мм – волоски дуба или волокна древесины дуба (Quercus spp.),
- детрит и микродетрит с частицами промежуточного распада, распределён неравномерно и всегда вдоль линий смолотечений;
- минеральные включения с фрагментированной структурой и объёмом между слоями янтаря в виде тонкой чёрной плёнки.
- включения пыльцы и др.

В имитациях микродетрит, мелкие включения волокон древесины дуба, пыльцы, минералов, а также «воздушного планктона» и др. организмов с фрагментированной структурой отсутствуют.
Балтийский янтарь: раскалённая игла проникает с трудом; отшлифованный янтарь демонстрирует флуоресценцию; низкий удельный вес (1,050—1,096 г/см3). Имитации: раскалённая игла проникает с лёгкостью; нет флуоресценции; высокий удельный вес.